# بونتيفيدرا (مقاطعة)
مقاطعة بُنتِفِدرة أو بونتيفيدرا (بالإسبانية: Pontevedra) هي مقاطعة إسبانية تقع في شمال غرب الدولة، تقع ضمن حدود منطقة جليقية.
عاصمتها هي مدينة بُنتِفِدرة، تنقسم المقاطعة إلى 62 بلدية.

## الجغرافيا
تقع مقاطعة بُنتِفِدرة في شمال غرب إسبانيا تحدها من الشمال مقاطعة لا كرونيا، ومن الجنوب البرتغال، ومن الشرق مقاطعة لوغو ومقاطعة أورينسي، ومن الغرب المحيط الأطلسي.
تبلغ مساحة مقاطعة بُنتِفِدرة 4.495 كم².

## الديموغرافيا
يبلغ عدد سكان مقاطعة بُنتِفِدرة 963.511 نسمة عام 2011 (وفقاً للمعهد الوطني للإحصاء الإسباني).
فيما يلي قائمة أكبر البلديات من حيث عدد السكان (بتاريخ 1 يناير 2011):
1. فيغو 297.241 نسمة
2. بُنتِفِدرة 82.400 نسمة
3. فياغارثيا دي أروسا 37.903 نسمة
4. ريدونديلا 30.006 نسمة
5. كانغاس دي موراثو 26.121 نسمة
6. مارين 25.864 نسمة
7. بوينتيارياس 23.561 نسمة
8. لا أسترادا 21.759 نسمة
9. لالين 21.127 نسمة
10. موانيا 19.336 نسمة